# 下畑町 (北九州市)
下畑町（しもはたまち）は福岡県北九州市八幡西区の町。住居表示実施済み。郵便番号は807-1123。

## 地理
八幡西区の南部に位置し、北に東石坂町、東に大字畑、南に馬場山東、西に池田と接する。

## 地域の特徴
町域の中央を県道61号小倉中間線が横断し、西縁に沿って走る国道211号と交差する。東に向かって上り勾配のある土地で、西側に住宅地がある。東端に北九州市上下水道局畑浄水場がある。

## 歴史
畑浄水場は1955年（昭和30年）に完成した畑貯水池を水源に、旧八幡市香月地区上水道として開設された。その後、地域の開発に併せ、上水道第二期拡張事業の一環として1966年（昭和41年）に移設された。

### 沿革
- 1986年（昭和61年）6月1日 - 下畑町新設[5][6]。

### 町名の変遷
| 実施内容          | 実施年月日               | 実施後 | 実施前                               |
| ----------------- | ------------------------ | ------ | ------------------------------------ |
| 町名新設 住居表示 | 1986年（昭和61年）6月1日 | 下畑町 | 大字香月，大字畑，大字馬場山の各一部 |

## 世帯数と人口
2025年（令和7年）3月31日現在（北九州市発表）の世帯数と人口は以下の通りである。
| 町     | 世帯数  | 人口  |
| ------ | ------- | ----- |
| 下畑町 | 152世帯 | 304人 |

### 人口の変遷
国勢調査による人口の推移。
| 1995年（平成7年）  | 277人 | [ 7 ]  |  |
| 2000年（平成12年） | 374人 | [ 8 ]  |  |
| 2005年（平成17年） | 365人 | [ 9 ]  |  |
| 2010年（平成22年） | 348人 | [ 10 ] |  |
| 2015年（平成27年） | 351人 | [ 11 ] |  |
| 2020年（令和2年）  | 311人 | [ 12 ] |  |

### 世帯数の変遷
国勢調査による世帯数の推移。
| 1995年（平成7年）  | 89世帯  | [ 7 ]  |  |
| 2000年（平成12年） | 117世帯 | [ 8 ]  |  |
| 2005年（平成17年） | 119世帯 | [ 9 ]  |  |
| 2010年（平成22年） | 123世帯 | [ 10 ] |  |
| 2015年（平成27年） | 141世帯 | [ 11 ] |  |
| 2020年（令和2年）  | 137世帯 | [ 12 ] |  |

## 学区
市立小・中学校に通う場合、学区は以下の通りとなる。
| 町     | 街区・戸番 | 小学校               | 中学校               |
| ------ | ---------- | -------------------- | -------------------- |
| 下畑町 | 全域       | 北九州市立池田小学校 | 北九州市立千代中学校 |

## 交通

### バス
域内のバス停と系統は以下の通りである。
| 運行事業者 | 運行事業者 | 西鉄バス北九州 | 西鉄バス北九州 | 西鉄バス北九州 | 西鉄バス筑豊 |
| 系統       | 系統       | 50             | 53             | 快速           | 急行         |
| 停留所     | 香月東口   | ○              | ○              | ○              | ○            |

### 道路
- 国道211号
- 県道61号小倉中間線

## 施設

### 役所・公的機関
- 北九州市上下水道局畑浄水場

### 公共施設
- 畑公民館

### 公園
- 下畑町公園